# Ravin Jain
Ravin Jain é um físico e engenheiro britânico de origem indiana que atualmente é o chefe de estratégia de operações de corrida da equipe de Fórmula 1 da Ferrari.

## Carreira
Como descendente de indianos, Jain se formou na King Edward's School, em Birmingham. Ele se graduou na Universidade de Oxford com um diploma de primeira classe em física e uma distinção em um mestrado em física matemática e teórica.
Devido ao seu grande interesse pelo automobilismo, principalmente pela Fórmula 1, especialmente nas áreas de estratégia e aplicação de ciência de dados, Jain ingressou na Scuderia Ferrari trabalhando com modelagem matemática. Seis meses depois ele passou a trabalhar como engenheiro de estratégia de corrida em 2017. Em fevereiro de 2023, ele foi promovido ao cargo chefe de estratégia de operações de corrida da Scuderia, substituindo Iñaki Rueda, que foi transferido para uma função na fábrica da equipe em Maranello.